# Albin Vidović
Albin Vidović, hrvaški rokometaš, * 11. februar 1943, Zagreb, † 8. marec 2018, Bjelovar.
Leta 1972 je na poletnih olimpijskih igrah v Münchnu v sestavi jugoslovanske rokometne reprezentance osvojil zlato olimpijsko medaljo.